# 上野聖太
上野 聖太（うえの せいた、1980年12月29日 - ）は、日本の俳優。神奈川県出身。砂岡事務所所属。
2005年に坂本昌行主演のミュージカル『THE BOY FROM OZ』日本初演で舞台デビューして以降、『レ・ミゼラブル』『ミス・サイゴン』『ラブ・ネバー・ダイ』『デスノート The Musical』などに出演。舞台出演の他、テーマパークシンガーやライブなど幅広く活躍している。2024年4月からは舞台『ハリー・ポッターと呪いの子』日本公演で本役はアンサンブルとしてマゾーニ他を演じ、ハリー・ポッター役のカバーも務めている。

## 来歴
- 1980年12月29日、神奈川県に生まれる。法政大学文学部英文学科在学中から舞台活動を始め[5]、大学卒業後は砂岡事務所に所属し、ミュージカルを中心にキャリアを築く[2]。

- 2005年、坂本昌行主演『THE BOY FROM OZ』日本初演（青山劇場）トリック役でプロデビュー[3]。2007年には帝国劇場版『レ・ミゼラブル』でプルベール役、2008年から『ミス・サイゴン』に継続出演。2011年には『回転木馬』（オーバードホール）で主演ビリー・ビグロー役を演じた[2]。

- 2022年開幕のTBS開局70周年舞台『ハリー・ポッターと呪いの子』日本公演にプレビュー公演よりアンサンブル、ハリー・ポッター役カバーとして参加し、2024年4月にハリーポッター役デビュー。ロングラン公演を支えるカバーキャストの取り組みはSPICEの特集記事でも紹介された[4]。

- 2025年6月10日に舞台デビュー20周年を迎え、同年6月28日に上野聖太デビュー20周年記念イベント『ゆかいなじかん 2025』を原宿ストロボカフェにて開催。ゲストとして演出家の上田一豪、俳優仲間の土倉有貴、松原剛志、鎌田誠樹が出演[6]。シークレットゲストとして舞台『ハリー・ポッターと呪いの子』で共演中の福山康平が出演した。

## 人物
- 趣味は旅、登山、散歩、温泉、料理、特技はラクロス、ドラム、ユーフォニアム、ジャグリング、水泳、英会話[2]。
- 長期公演を支えるカバーキャストとして、舞台裏での綿密な自主稽古やチームワークを重視していると語っている[4]。
- 身長180 cm。

## 主な出演作品

### 舞台
2022年～
- TBS開局70周年舞台『ハリー・ポッターと呪いの子』（TBS赤坂ACTシアター） – アンサンブル／ハリー・ポッター役カバー[7]

2021年
- オフ・ブロードウェイ ミュージカル 『キッド・ヴィクトリー』（浅草九劇）[8]

2020年
- ミュージカル『生きる』（日生劇場 ほか）[9]

2018年
- ミュージカル『生きる』（初演・日生劇場）[10]

2017年
- ミュージカル『キューティ・ブロンド』（シアタークリエ）[11]
- ミュージカル『デスノート The Musical』（再演・新国立劇場 ほか）[12]

2016年
- 『BEFORE AFTER』（STAR PINE’S CAFE）[13]
- 『Marry Me a Little』（早稲田小劇場どらま館）[14]
- 『おでかけ姫』（六行会ホール）[15]

2015年
- 『デスノート The Musical』（日生劇場 ほか大阪・名古屋）[16]

2014年
- 『ラブ・ネバー・ダイ』（日生劇場）[17]

2013年
- 『アイ・ハヴ・ア・ドリーム』（六行会ホール）[18]

2012年
- 『華麗なるミュージカル音楽の世界・ガラコンサート2012』（東京国際フォーラム ホールC）
- ミュージカル『オリーブ』（アトリエフォンテーヌ） – 主演・レオ役
- 『さよならは言わないで』（シアター711）
- 『アンネ』（船橋市民文化ホール／プラザイースト） – オットー・フランク役
- 『しあわせの詩』（萬劇場） – 主演・健役／桔平役
- 『プロミセス・プロミセス』（新国立劇場 中劇場）

2011年
- グランド・ミュージカル『回転木馬』（オーバードホール） – 主演・ビリー・ビグロー役[5]
- 劇団ひまわり創設60周年記念公演第一弾『アンネ』（シアター代官山） – オットー・フランク役
- 『恋文～星野哲郎物語』（御園座）
- 『サイド・ショウ』ミュージカルライブ（恵比寿ガーデンホール）
- 『ブロードウェイ・ミュージカルライブ2011』（新国立劇場 中ホール）
- ミュージカル『サイド・ショウ』（シアター1010 ほか）
- 『THE SHOW『EXTENSION！』（前進座劇場）
- ミュージカル・シチュエーションコメディ『お悩みはご一緒に!!』（紀伊國屋サザンシアター）
- 『言～ことだま～魂2011』“紡ぐ”（草月ホール）

2010年
- ミュージカル『オリーブ』（d-倉庫） – 主演・レオ役
- ミュージカル『星降る夜に踊る☆恋バナ』（萬劇場） – 主演・牛尾馨役
- 『豊島区吹奏楽団 Spring Concert 2010』（東京芸術劇場）
- ミュージカル『私のこの目で』（シアターブラッツ）
- Make Miracles! 3rd Miracle
- 『沖直実の見えるラジオ的いい男祭～2010新春』

2009年
- Make Miracles! 1st Miracle／2nd Miracle
- 東宝『レ・ミゼラブル』（帝国劇場） – プルベール役[2]
- ミュージカル『リトル・ウイング』（シアター代官山） – 苺のパパ役
- 東宝『ミス・サイゴン』（博多座）[2]

2008年
- 東宝『ミス・サイゴン』（帝国劇場）[2]
- ミュージカル『銀河鉄道の夜』アルタイル公演（あうるすぽっと ほか） – 青年役

2007年
- 東宝『レ・ミゼラブル』（帝国劇場） – プルベール役[2]

2006年
- ミュージカル『GRAND HOTEL』（東京国際フォーラム ホールC）
- 『テネシーワルツ』（明治座 ほか） – 園村（江利チエミのマネージャー）役
- ミュージカル『THE BOY FROM OZ』（青山劇場） – トリック役

2005年
- ミュージカル『THE BOY FROM OZ』（青山劇場） – トリック役
- 『テネシーワルツ』（シアターアプル） – 園村（江利チエミのマネージャー）役

2004年
- ミュージカル『空色勾玉』

### テレビ
- インターネット番組「あっ!とおどろく放送局」揚田・あきと沖直実「いい男エキス」 File.40
- テレビ朝日『特捜戦隊デカレンジャー』 第1話
- CS『Walker TV』
- NHK金曜時代劇『慶次郎縁側日記』（2004年） – 慶次郎青年時代役

### CM
- かんぽ生命保険「かんぽさんの矢印編」
- JR東日本 Suica「歌う店員編」

### スチール
- 『ダイエー』ポスター（2004年）